# 87ème district (série de téléfilms)
Pour les articles homonymes, voir 87e District.
87th Precinct (en)
87ème district (Ed McBain's 87th Precinct) est une série de 3 téléfilms américains chacun d'une durée de 90 minutes, diffusée entre le 19 mars 1995 et le 12 janvier 1997 sur le réseau NBC C'est une adaptation des romans d'Ed McBain, En France, la série a été diffusée sur Canal+ à partir du 29 mars 1997

## Synopsis
Les enquêtes des inspecteurs du 87ème district de la police d'Isola

## Distribution
- Randy Quaid, puis Dale Midkiff (VF : Gérard Rinaldi) : Detective Steve Carella
- Alex McArthur puis Paul Johansson (VF : Claude Giraud) puis (VF : Olivier Destrez) : Bert Kling
- Eddie Jones puis Michael Gross : Lt. Peter Byrnes

## Épisodes
1. L'inconnu du parc (Ed McBain's 87th Precinct : Lightning) 1995 : Amusez-vous bien les gosses ! Ils étaient tous les quatre déguisés en voleurs. Ils arboraient tous des petits blousons de cuir noir, des jeans, des sneakers blancs, des casquettes à large visière et des petits masques noirs qui leur recouvraient le haut du visage. Ils transportaient des sacs d'épicerie ornés de petites citrouilles orange. Ils tenaient également des pistolets d'enfants dans leurs petites mains. Ils traversèrent le trottoir sans se presser, en bavardant avec animation. Celui qui marchait en tête poussa la porte du magasin.
2. Les trafiquants de la mort (Ed McBain's 87th Precinct : Ice) 1996 : Paco Lopez, une petite frappe de dealer, est assassiné. 3 jours plus tard, Sally Anderson, danseuse d'une comédie musicale à succès, est retrouvée morte à la porte de son domicile. Aucun lien ne permet de rapprocher le premier meurtre du second excepté le fait que c'est la même arme qui est utilisée à chaque fois. L'inspecteur Carella et ses collègues du commissariat du 87° mènent l'enquête.
3. Chaleur meurtrière (Ed McBain's 87th Precinct: Heatwave) 1997 : Le commissariat du 87e district ne sait plus où donner de la tête. Un violeur frénétique, qui a déjà échappé à une première enquête des inspecteurs Carella et Meyer, sème à nouveau la terreur dans le quartier.